# Comtat de Bell-lloc
El comtat de Bell-lloc és un títol nobiliari concedit per l'arxiduc Carles d'Àustria, el 1707, anul·lant el de vescomtat de Bell-lloc que li havia concedit el 1705, al sergent major d'infanteria i tresorer de l'exèrcit de l'Empordà Ramon de Bell-lloc i de Macip, jurat en cap de Girona, senyor de Bell-lloc (la Roca del Vallès).

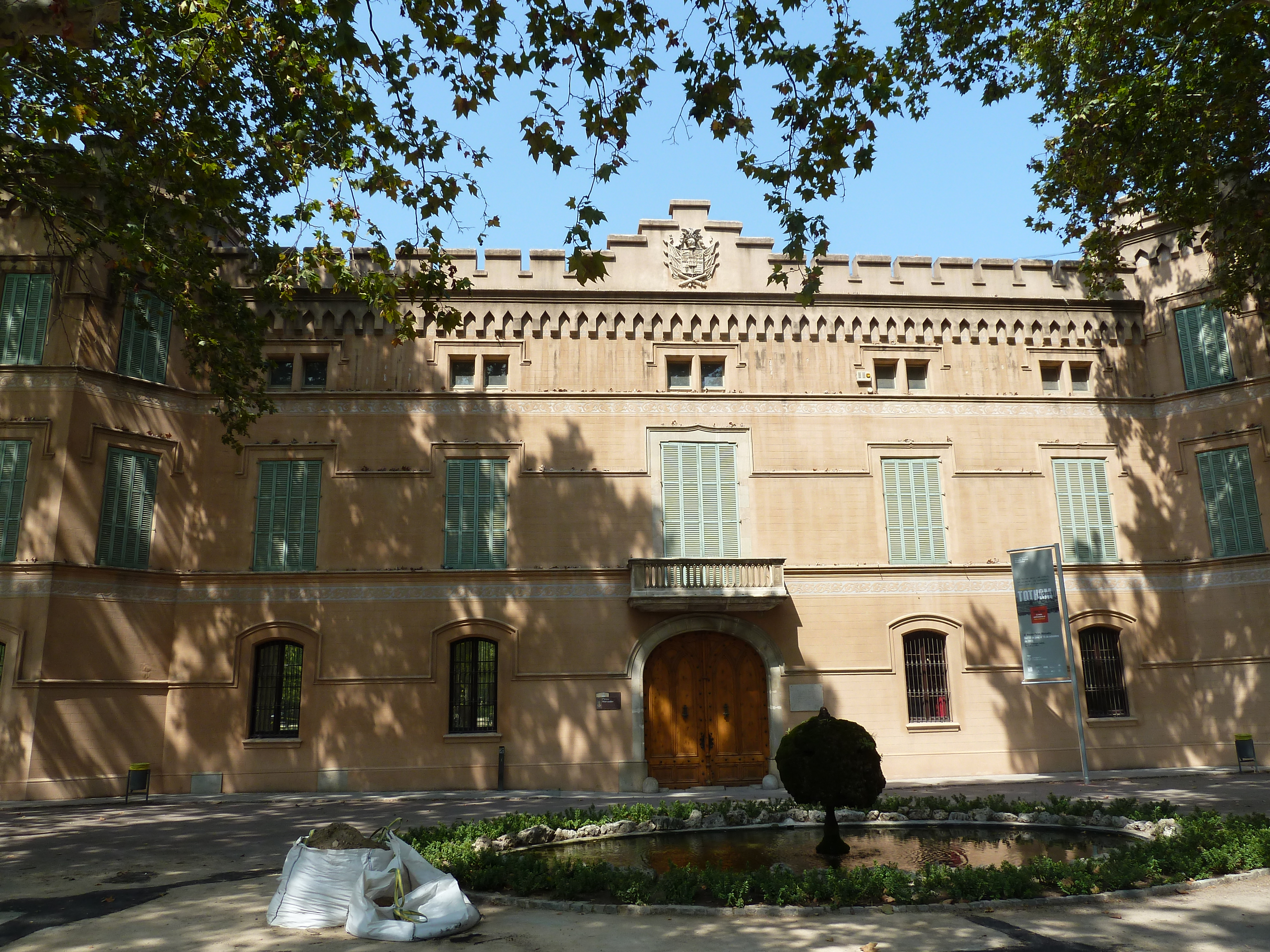
Can Mercader, residència dels II i III comtes de Bell-lloc, a Cornellà de Llobregat, Baix Llobregat.

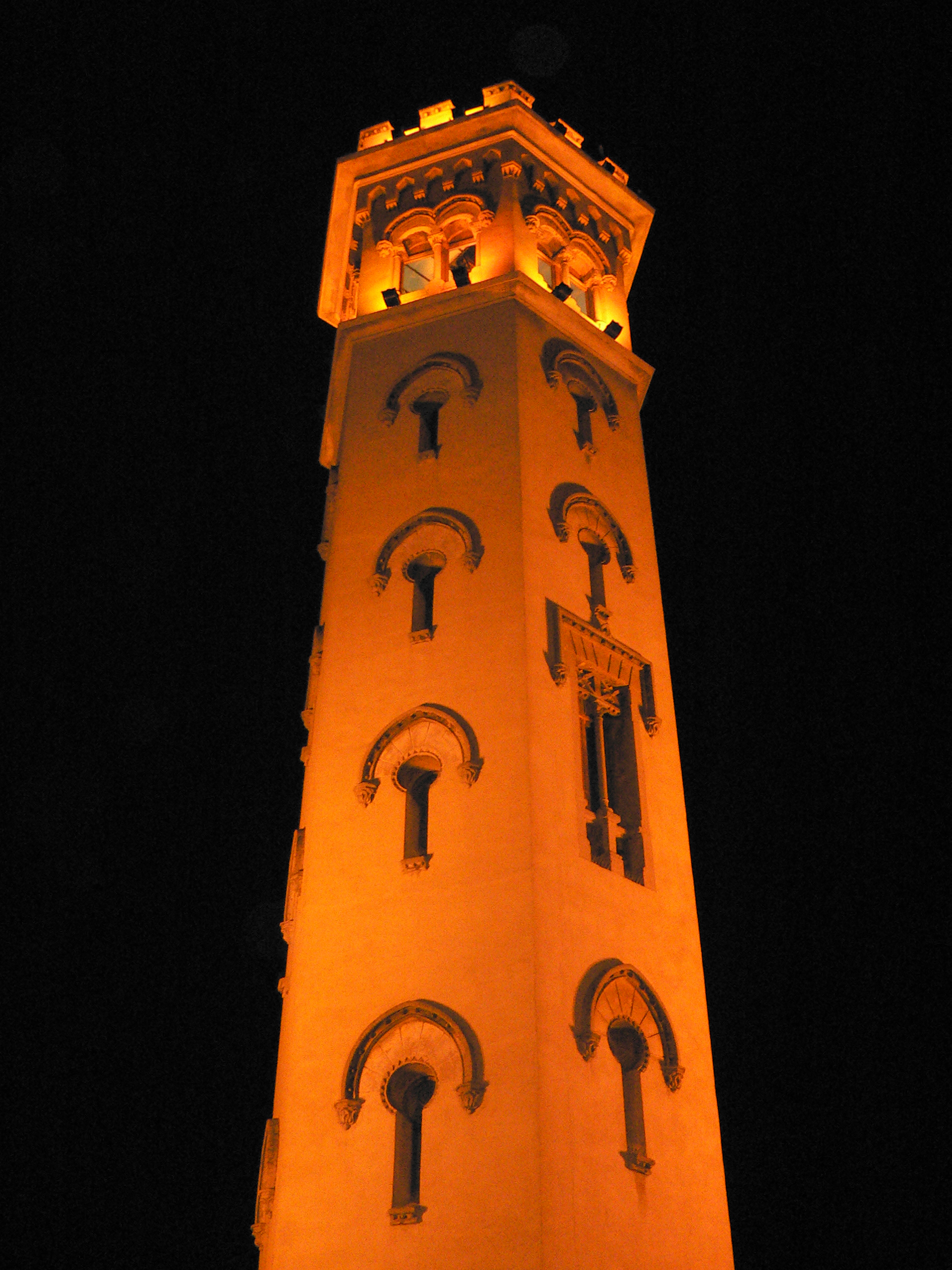
Torre de la Miranda, construïda per Arnau de Mercader i de Zufía (1852-1932), tercer comte de Bell-lloc, situada a Cornellà de Llobregat, Baix Llobregat.

El primer comte va ser un partidari fervent de l'Arxiduc Carles. Després de la derrota de 1714, el títol es va perdre. Cent anys després, la rebesneta del primer comte, Maria Mercè de Bell-lloc i de Portell, es va casar en 1824 amb Ramon de Mercader. El fill d'aquest matrimoni, Joaquim de Mercader i de Bell-lloch, va obtenir la confirmació del títol pel rei Amadeu I per Reial Decret del 2 d'agost del 1871.
Posteriorment el títol fou rehabilitat el 28 de novembre de 1961, a favor de Pedro de Mercader y Piqué, qui ja ostentava socialment el títol, per ser descendent directe del tercer titular Arnau de Mercader i de Zufía.
L'actual titular, des de 1998, és Pedro de Mercader y Tricás.

## Armes
En camp de gules, tres veneres, d'or, ben ordenades. Lema: ≪Ab alta cuncta≫.

## Comtes de Bell-lloc
|                                                           | Titular                                             | Període                                        |
| Creació en 1707 per l'arxiduc Carles d'Àustria            | Creació en 1707 per l'arxiduc Carles d'Àustria      | Creació en 1707 per l'arxiduc Carles d'Àustria |
| --------------------------------------------------------- | --------------------------------------------------- | ---------------------------------------------- |
| I                                                         | Ramon de Bell-lloc i de Macip, Vedruna i de Belloch | 1707-?                                         |
| Confirmació en 1871 pel rei Amadeu I de Savoia            |                                                     |                                                |
| II                                                        | Joaquim de Mercader i de Bell-lloc                  | 1871-1904                                      |
| III                                                       | Arnau de Mercader i de Zufía                        | 1906-1932                                      |
| Rehabilitació en 1961 pel Cap de l'Estat Francisco Franco |                                                     |                                                |
| IV                                                        | Pedro de Mercader y Piqué                           | 1961-1998                                      |
| V                                                         | Pedro de Mercader y Tricás                          | 1998-actual titular                            |

## Història dels Comtes de Belloch
- Ramon de Bell-lloc i de Macip, Vedruna i de Belloch, I comte de Belloch, I vescomte de Bell-lloc (vizcondado previ), Senyor de Belloch.

Els seus pares van ser Jeroni de Bell-lloc i de Vedruna, i l'esposa d'aquest, Anna de Macip i de Bell-lloc, Senyora de Bell-lloc (filla de Tomàs de Macip i de Gargallo i de Mariana de Bell-lloc i de Vilanova, Senyora de Bell-lloc.)
Confirmat en 1871, com a «segon comte», a favor del quart net del primer titular:
- Joaquim Mercader i Belloch (1824-1904),[9][10] II comte de Bell-lloc.

El succeí, en 1906:
- Arnau de Mercader i de Zufía (1852-1932), III comte de Bell-lloc, fill de l'anterior.

1. Casat amb Paulina Pozzali y Crotti.

Sense descendència. El seu nebot (fill del seu germà Pere-Pau de Mercader i Zufía, n. en 1857) va ser:
- Pere de Mercader i Bofill (†1936), qui no va poder obtenir la successió en el títol en coincidir el període de la seva ostentació (1932-1940) amb la II República i la Guerra Civil.

El seu fill va obtenir la rehabilitació en 1961:
Rehabilitat en 1961, a favor del descendent directe del tercer titular:
- Pere de Mercader i Piqué (†1998), IV comte de Bell-lloc[12]

1. Casat, el 7 d'octubre de 1956, amb Elvira Tricás Colomar.[7]

El succeí, el 26 de març de 1998, el seu fill:
- Pedro de Mercader y Tricás (n.1958), V comte de Bell-lloc.

Actual titular.